# أبو سعيد ميرزا
أبو سعيد ميرزا هو ابن السلطان محمد ميرزا بن ميران شاه بن تيمورلنك، وهو أحد سلاطين الدولة التيمورية في بلاد ما وراء النهر. جلس أبو سعيد على عرش سمرقند، بعون من الأوزبك ليقيم له من بعد ذلك مُلكاً واسعاً ضم أجزاء من السند وخراسان وسيستان وامتد إلى العراق، حتى إذا ما هزم التركمان واقتحم أذربيجان، لينحدر منها إلى العراق، ثم استطاع «أوزون حسن» زعيم التركمان أن يتسلل إلى جبال أذربيجان وقطع الإمدادات عنه، فتفشت في جيشه المجاعة من بعد ذلك، وانتهى أمر السُلطان أبي سعيد إلى الوقوع في الأسر، ثم القتل. وترك أبو سعيد عشرة من الأولاد لم يخلفه في ملكه منهم سوى أربعة أولاد تقاسموا الأراضي فيما بينهم.